# Naval Air Warfare Center Warminster
Le Naval Air Warfare Center Warminster  était une installation militaire de la marine américaine située à Warminster et à Ivyland, en Pennsylvanie. Pendant la plus grande partie de son existence (1949-1993), la base était connue sous le nom de Naval Air Development Center (NADC) Warminster, mais elle a également été appelée Johnsville Naval Air Development Center, NADC Johnsville ou simplement, Johnsville,.

## Histoire

### Débuts
En 1944, l'US Navy a repris le bail de la propriété de la Brewster Aeronautical Corporation (en), qui produisait le bombardier en piqué Brewster Buccaneer à cet endroit, qui était connu sous le nom de Brewster Field.
Après le rachat par la marine américaine, le site a été connu sous le nom de Naval Aircraft Modification Unit (NAMU). Il était considéré comme une branche du Naval Air Material Center (NAMC):2 C'était un centre de modification des avions de la flotte avant qu'ils ne soient envoyés en opération. Les panneaux d'ailes pour les PBY Catalina étaient fabriqués ici, et assemblés sur des avions à l'usine d'aéronavale de Philadelphie. Le missile Gorgon (en) et le drone cible TD2N (en) ont été fabriqués à l'usine. Le Chance Vought F4U Corsair a été modifié ici, et la version Brewster F3A y a été construite pendant la Seconde Guerre mondiale,.
Après une brève période en tant que station de développement aéronavale (NADS), le site est devenu un centre de développement aéronaval (NADC). Il a été rebaptisé Naval Air Development Center (NADC) Warminster le 1er août 1949, L'installation a joué un rôle important dans le projet Mercury.
En janvier 1993, le nom de l'installation a été changé de NADC à NAWC, devenant le Naval Air Warfare Center Warminster.

### Fermeture
La base a été fermée par le gouvernement fédéral dans les années 1990 et la plupart de ses opérations ont été transférées à la base aéronavale de Patuxent River à Lexington Park, au Maryland. En 1992, dans le cadre du réalignement et fermeture de bases (Base Realignment and Closure - BRAC), le département de navigation du NADC a été transféré au centre de commandement, de contrôle et de surveillance des océans de la marine (NCCOSC - Naval Command, Control and Ocean Surveillance Center), Recherche, Test et Évaluation (Research, Test and Evaluation - RDT&E) division San Diego, en Californie,. Le détachement de Warminster finalement été transféré à San Diego lorsque la base a fermé le 30 septembre 1996,.

### Présent

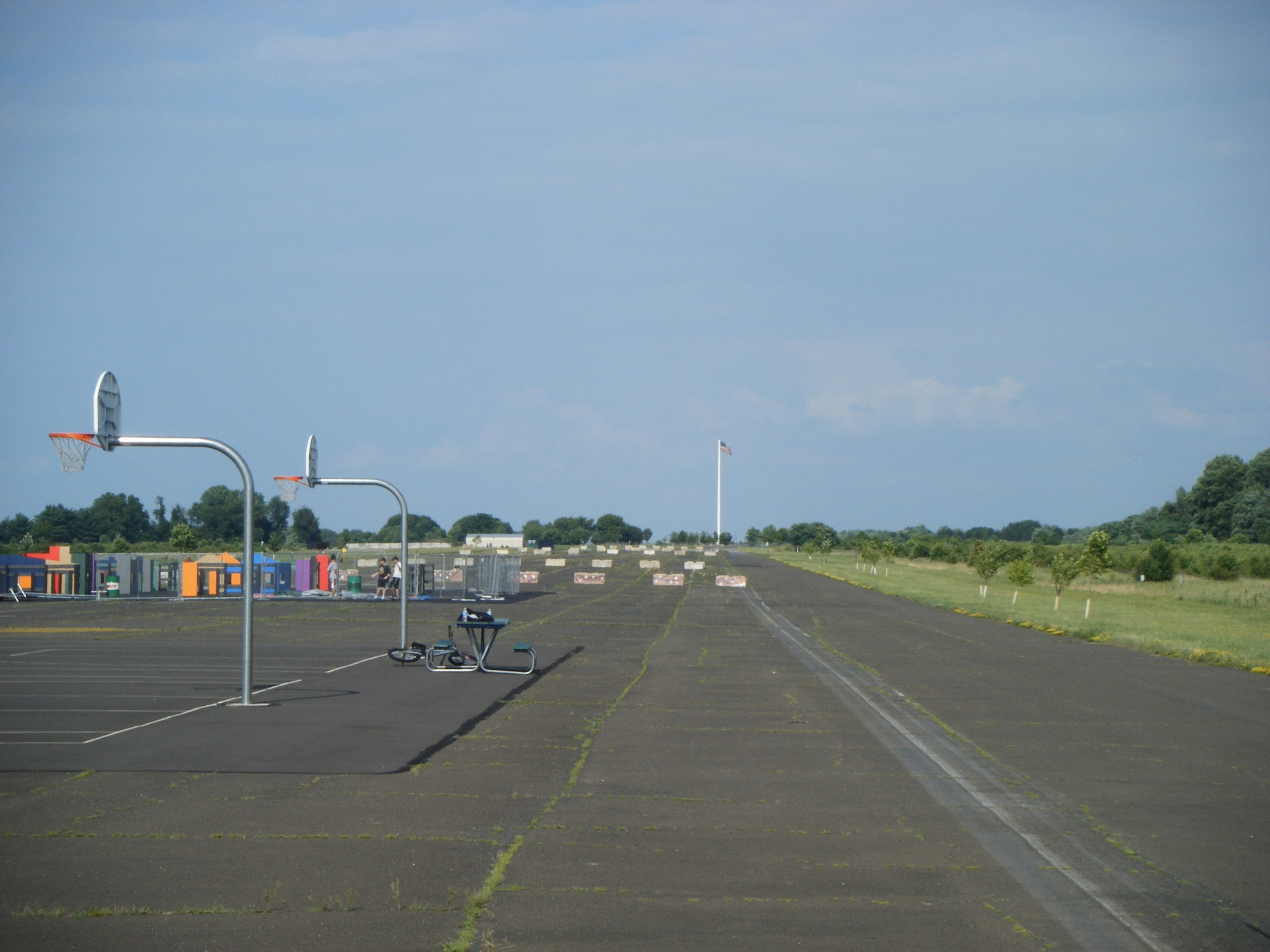
L'ancienne piste du Naval Air Warfare Center Warminster fait maintenant partie du Warminster Community Park et comprend des terrains de basket-ball et un espace pour enfants appelé Safety Town.

L'ancien centre abrite désormais un parc industriel, le Warminster Community Park, un ensemble de logements, le nouveau laboratoire de police scientifique de la morgue du comté de Bucks, Ann's Choice, un complexe de logements pour personnes âgées et l'hôtel IHG Holiday Inn Express. Stormtracker6, le radar météorologique Doppler pour la WPVI, y est également situé.
Alors qu'elle faisait autrefois partie de la liste des super-fonds de l'Agence de protection de l'environnement (EPA), la marine américaine a terminé toutes les activités de nettoyage de l'ancienne base.
En 2014, l'autorité municipale de Warminster a publié un avis public indiquant que la contamination des eaux souterraines avait été identifiée sur et dans la zone de l'ancien site de la NAWC et a fermé deux puits d'approvisionnement à la suite de cette contamination jusqu'à nouvel ordre. L'eau est contaminée par de l'acide perfluorooctanesulfonique. La contamination a été détectée dans d'autres puits, mais pas au-delà du niveau provisoire de l'avis sanitaire de l'EPA.

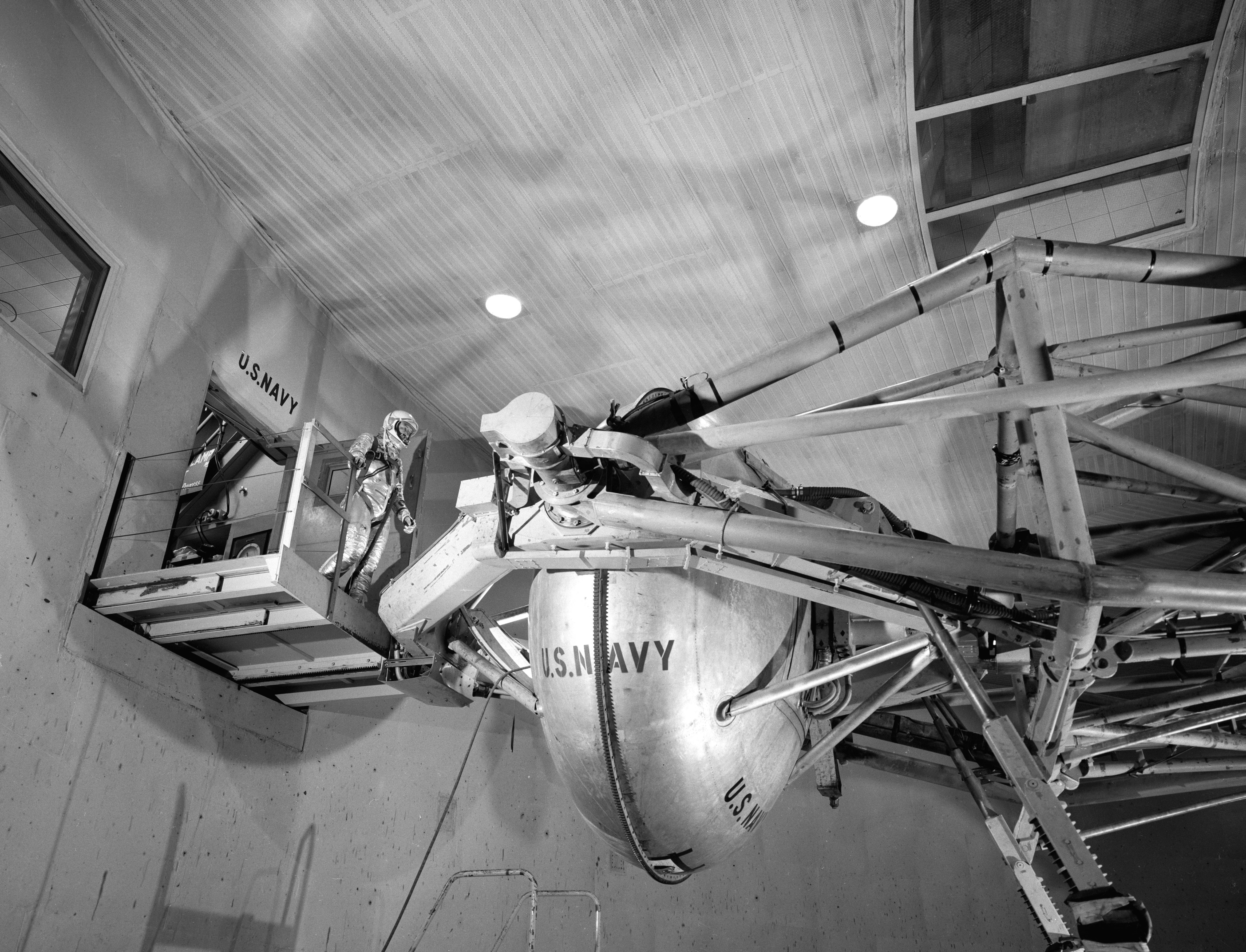
L'astronaute américain Walter M. Schirra Jr. se prépare à entrer dans la nacelle de la centrifugeuse humaine à Johnsville en 1960.

## Centrifugeuse
Comme Johnsville possédait la plus grande centrifugeuse humaine du monde, capable de faire tourner un homme à au moins 16 g, elle a été utilisée pour l'entraînement des astronautes. La centrifugeuse a ensuite été utilisée pour la simulation de vol. Le problème de la rotation à plat au décollage du F-14 a été étudié et résolu sur la centrifugeuse DFS. Par la suite, des expériences ont été menées sur le siège en position couchée, dans le cadre du programme d'amélioration de la tolérance G (GTIP) et de la simulation du F/A-18. Le bâtiment de la centrifugeuse DFS a été réaménagé en musée, en bureaux et en théâtre,,.